# Zale lunatoides
Zale lunatoides är en fjärilsart som beskrevs av Embrik Strand 1917. Zale lunatoides ingår i släktet Zale och familjen nattflyn. Inga underarter finns listade i Catalogue of Life.